# منتخب ألبانيا لكرة الطائرة للسيدات
منتخب ألبانيا الوطني لكرة الطائرة للسيدات هو ممثل ألبانيا الرسمي في المنافسات الدولية في كرة طائرة للسيدات.